# Bulbophyllum croceum
Bulbophyllum croceum là một loài phong lan thuộc chi Bulbophyllum.